# Eleccions parlamentàries armènies de 1999
Les eleccions parlamentàries armènies de 1999 foren dutes a terme el 30 de maig de 1999 per a renovar els 131 membres de l'Assemblea Nacional Armènia. El més votat fou la coalició Unitat (Minasutiun) formada pel Partit Republicà d'Armènia i el Partit Popular. El seu cap Vazguèn Sargsian fou nomenat primer ministre fins que fou assassinat i fou substituït pel seu germà Aram Sargsyan.

## Resultats
Resum dels resultats de les eleccions a l'Assemblea Nacional Armènia (Azgayin Zhoghov) de 30 de maig de 1999
| Partits | Vots      | %     | Escons | +/– |
| --- | --------- | ----- | ------ | --- |
| Aliança Unitat (HKK-HZhK) (Misanutiun)                                                                                 | 448.133   | 41,7  | 55     |     |
| Partit Comunista Armeni (Hayastani Komunistakan Kusaktsutyun, "Հայաստանի կոմունիստական կուսակցություն")                | 130.161   | 12,1  | 11     |     |
| Llei i Unitat (Iravunk ev Miabanutiun)                                                                                 | 85.726    | 8,0   | 6      |     |
| Federació Revolucionària Armènia (Hay Heghapokhakan Dashnaktsutiun, "Հայ Հեղափոխական Դաշնակցություն")                  | 84.232    | 7,8   | 9      |     |
| Govern de la Llei (Orinants Erkir, "Օրինաց Երկիր")                                                                     | 56.807    | 5,3   | 6      |     |
| Unitat Democràtica Nacional d'Armènia (Azgayin Zhoghovrdavarakan Miabanutyun, "Ազգային Ժողովրդավարական Միաբանություն") | 55.620    | 5,2   | 6      |     |
| Partit Futur Digne (Arzhanapative Apaga)                                                                               | 35.190    | 3,3   | -      |     |
| Moviment Nacional Pan-Armeni (Hayots Hamazgain Sharzhum, “Հայոց Համազգային Շարժում”)                                   | 12.540    | 1,2   | 1      |     |
| Partit Democràtic Armeni (Hayastani Demokratakan Kusaktsutyun, “Հայաստանի Դեմոկրատական Կուսակցություն”)                | 10.621    | 1,0   | 1      |     |
| Missió (Arakelutun, “Հայաստանի Դեմոկրատական Կուսակցություն”)                                                           | 8.122     | 0,8   | 1      |     |
| Partit de la Concòrdia Nacional                                                                                        | ?         | ?     | 1      |     |
| Pàtria Poderosa (Hzor Hayrenik, "Հզոր Հայրենիք")                                                                       | 24.896    | 2,3   | -      | -   |
| Autodeterminació Nacional (Inqnoroshum Miavorum)                                                                       | 24.631    | 2,3   | -      |     |
| Altres |           |       | 32     |     |
| Total | 1.083.408 | 100.0 | 131    | —   |
| Fonts: Comissió Central Electoral Arxivat 2019-11-10 a Wayback Machine.                                                |           |       |        |     |